# Викрадення дітей під час російського вторгнення в Україну
Під час російського вторгнення в Україну у 2022 році Російська Федерація примусово переселила тисячі українських дітей на підконтрольні їй території, надала їм російське громадянство, примусово усиновила їх у російські сім'ї та створила перешкоди для возз'єднання дітей з рідними і проживання на батьківщині. Українські діти були викрадені російською державою після того, як їхніх батьків заарештувала російська окупаційна влада чи вбили під час вторгнення, або після розлучення з батьками в зоні активних бойових дій. Дітей також викрадають з українських державних установ на окупованих територіях та через дитячі «літні табори» на російській території. Викрадені діти були піддані русифікації. Виховання дітей війни в чужій нації та культурі може становити акт геноциду, якщо має на меті стерти їхню національну ідентичність.
Організація Об’єднаних Націй заявила, що ці депортації є воєнними злочинами, що звинувачення є «достовірними» і що російські сили відправляли українських дітей до Росії на усиновлення в межах масштабної програми.
Оцінки кількості українських дітей, депортованих до Росії після початку повномасштабного вторгнення, коливаються від 19592 до 307 000  без будь-яких познак, коли вони зможуть повернутися до своїх рідних міст. Станом на початок серпня 2024 року вдалось повернути понад 750 дітей, 446 з яких евакуювала благодійна організація Save Ukraine. Кількість дітей, які опинились під впливом Російської Федерації оцінюється у 1,5 млн .  
Міжнародний кримінальний суд видав ордери на арешт чинного президента РФ Путіна В. та уповноваженої при президентові РФ з прав дитини Львової-Бєлової М. через незаконну депортацію українських дітей.
У доповіді у липні 2023 року ймовірна воєнна злочинниця Львова-Бєлова вказала, що з початку повномасштабного вторгнення РФ в Україну в Росію були вивезені близько 4,8 мільйона жителів України, з них понад 700 тисяч — діти. Раніше голова міжнародного комітету ради федерації Карасін Григорій повідомив, що з 2014 року до Росії депортували 700 тисяч українських дітей.
Відповідно до міжнародного права, включаючи Конвенцію про геноцид 1948 року, є підстави навмисної, спланованої, інституціоналізованої політики, метою якої є знищення всієї або частини цільової групи — у цьому випадку української нації через її дітей — це може бути вказівкою до геноциду.
Інформаційна платформа «Діти війни» — державний портал для розшуку дітей:

— актуальні зведені дані про дітей, які постраждали внаслідок війни Росії проти України,

— можливість зв'язку з правоохоронними органами, зокрема Національною поліцією, Офісом Генерального прокурора, а також Національним інформаційним бюро.

Благодійна організація Save Ukraine сприяє репатріації та возз'єднанню родин викрадених українських дітей.

## Підстави
13 жовтня 2014 року на тимчасово окупованій території України РФ розпочала програму «Потяг надії. Крим». До початку окупації, на 1 січня 2014 року в Криму було 4323 дитини-сироти та дитини, позбавленої батьківського піклування. Результат першого такого «потягу» — підписані 12 згод на прийняття дітей з інтернатів півострова у сім'ї росіян. Семеро дітей — віком від 10 місяців до 8 років — виїхали тоді відразу до Москви, Бєлгорода, Республіки Адигея, Краснодарського краю та Воронезької області (РФ). В той час уповноваженим при президентові РФ з прав дитини був Астахов Павєл Алєксєєвіч. З окупованого Донбасу, звідки діти як з дитячих будинків, так і ті, що втратили батьків, вивозилися до Росії під керівництвом Глінки Єлизавети («Доктор Ліза»), яка згодом загинула при катастрофі літака, що летів до Сирії.
24 квітня 2019 року президент РФ Путін В. підписує указ № 183 про набуття у спрощеному порядку громадянства РФ певними категоріям осіб — громадян України з тимчасово окупованих Російською Федерацією територій.
12 листопада 2019 року президент РФ підписав закон № 368-ФЗ про відкликання заяви, зробленої при ратифікації Додаткового протоколу до Женевських конвенцій від 12 серпня 1949 року щодо захисту жертв міжнародних збройних конфліктів, про визнання юрисдикції спеціальної комісії ООН виконувати роль судового органу, який розглядає порушення.
У жовтні 2020 року був прийнятий президентський закон РФ про пріоритет Конституції Росії над нормами міжнародного права.
18 лютого 2022 року, до початку повномасштабного вторгнення в Україну у 2022 році, почали депортувати до РФ під виглядом «евакуації» мешканців ОРДЛО, зокрема й дітей-сиріт. Правозахисники зі «Східної правозахисної групи» повідомили, що сиріт повезли у Волгоградську, Ростовську, Московську, Білгородську та Тульську області (РФ) й підготували щонайменше 289 пакетів документів для передачі у російські сім'ї. За спостереженнями правозахисників такі дії набули ознак «бізнесу». Тоді аналітики прогнозували, що російська влада вноситиме зміни до законодавства, щоби спростити процедуру.
22 лютого 2022 року Рада Федерації (верхня палата парламенту) Росії схвалила звернення російського президента про використання Збройних сил держави за кордоном, а саме — на території Донецької та Луганської областей України.
5 березня 2022 року у РФ був підписаний указ про дозвіл на в'їзд до РФ з тимчасово окупованих Російською Федерацією територій з будь-якими наявними документами.
Перші повідомлення про примусову депортацію до Росії надійшли в середині березня, під час боїв за Маріуполь. З'являються випадки вилучення дітей російськими військовими та колаборантами, зокрема поліцейськими, з сімей, які вважаються «неблагонадійними», а також під час проходження процедури «фільтрації» та через систему створених російською владою так званих «фільтраційних таборів».
Вже 22 березня 2022 року влада України та США заявили про «викрадення» російськими військами з Донецької та Луганської областей понад 2300 дітей.
5 квітня 2022 року постійний представник РФ в ООН під час виступу на засіданні Ради Безпеки ООН заявив, що від початку вторгнення РФ в Україну до РФ перевезли понад 600 тисяч людей, зокрема більше ніж 119 тисяч дітей.
30 травня 2022 року Путін Владімір підписав указ № 330, який спростив процедуру надання громадянства Росії українським дітям-сиротам або особам, які залишилися без піклування батьків.

27 вересня 2022 на брифінгу у «Громадській палаті РФ» уповноважена при президентові РФ Львова-Бєлова М. заявила про «виховання любові до Росії» щодо українських дітей: спочатку вони «негативно казали про президента [РФ], говорили всякі гидоти, співали гімн України, «Слава Україні!» і все таке», — сказала вона.
26 грудня 2022 року указ № 304, яким спростив прийом у громадянство РФ жителів окупованої території Херсонської та Запорізької областей України.
27 квітня 2023 року президент РФ Путін В. підписав указ про можливість депортації українців за відмову брати паспорти РФ.
4 травня 2023 року стало відомо, що на тимчасово окупованих територіях України російські загарбники примусово паспортизують дітей від 14 років, погрожуючи їхнім батькам.
29 травня 2023 року в РФ внесли зміни до закону «Про воєнний стан», які дозволять в умовах воєнного стану проведення так званих «виборів» і «легалізують» депортацію мешканців тимчасово окупованих територій.
31 липня 2023 року чиновниця РФ Львова-Бєлова М. доповіла, що російська окупаційна влада вивезла з України до Росії «близько 1,5 тисячі» вихованців з інституційних установ для дітей-сиріт або дітей, які залишилися без піклування, та віддала в Росії в прийомні сім'ї: 288 дітей з території Донецької області, 92 дитини з територій Луганської області — 380 дітей у 19 регіонів РФ, про яких заявила Львова-Бєлова наприкінці 2022 року, і з того часу чиновниця продовжувала називати одну й ту саму чисельність — і в березні, і в квітні, і в червні 2023 року. Зі звіту про діяльність уряду Ростовської області (РФ) за 2022 рік: у документі йдеться, що під «попередню опіку» було передано 1184 дитини, які прибули «без законних представників із територій Донбасу та України». У жовтні 2022 року російська влада вивезла кілька тисяч дітей із окупованої Херсонської області, повідомив віце-прем'єр РФ Хуснуллін Марат.
4 січня 2024 — указ № 11 про надання громадянства українським дітям, які залишилися без батьківського піклування, особистим рішенням президента РФ без врахування вимог федерального законодавства, а заяву про вступ у громадянство РФ можуть подати керівники організацій, в які влаштовано дітей.
Одночасно з бомбардуванням та обстрілами Російською Федерацією в Україні 3750 закладів освіти, зі свавіллям місцевих законів РФ, ця держава починає пропагандистську кампанію, щоб заохотити росіян усиновлювати депортованих з території України дітей. Виходить серіал «Дитинство. Повернення» про викрадення українських дітей під виглядом усиновлення росіянами. Щоб стимулювати росіян до всиновлення, їм пропонують гроші — «одноразову виплату материнського капіталу та державну допомогу».

## Огляд
Згідно зі звітом Центру з прав людини Рауля Валленберга в Монреалі та Інституту нових ліній у Вашингтоні, є «розумні підстави для висновку», що Росія порушує дві статті Конвенції про геноцид 1948 року, серед яких примусове переміщення українських дітей до Росії — сам по собі акт геноциду.
За даними ООН, станом на 11 квітня дві третини з 7,5 мільйонів дітей в Україні були переміщеними.
12 квітня 2022 року уповноважена з прав людини України Людмила Денисова переказала, що за підрахунками російської влади, та 20 квітня 2022 року посол України в ООН Сергій Кислиця заявив, що понад 500 тисяч українців, у тому числі 121 тисяча дітей було депортовано на територію Росії. При цьому їм видають документи, які забороняють залишати російські регіони протягом двох років.
11 травня 2022 інформаційне агентство ТАСС РФ повідомило про вивезення 1 208 225 мирних жителів з України, з яких 210 224 — діти.
Станом на 26 травня відомо, що кордон із РФ перетнули вже 238 329 дітей за інформацією уповноваженої з прав людини України Людмили Денисової.
Як писала «Українська правда», Росія вивезла з Маріуполя до Ростова для отримання громадянства 267 дітей-сиріт, під керівництвом Львової-Бєлової Марії. Також повідомлялося, що російська влада розшукала та зібрала дітей-сиріт, щоб їх вивезти в невідомому напрямку.
Більшість дітей, які тимчасово або постійно перебувають в українських державних закладах, не є сиротами, а передані під опіку держави батьками, які стикаються з особистими труднощами, такими як бідність, хвороба чи залежність. Таким чином, близько 90 % українських дітей, які перебувають під опікою держави, є «соціальними сиротами» – дітьми, члени сім'ї яких з різних причин не можуть піклуватися про них. За даними на 2017 рік, 92 % дітей в інтернатах мали батьків.
У червні 2022 року керівник Центру управління національною обороною РФ Мізинцев М. заявив, що до Росії було депортовано 1 936 911 українців, з них 307 423 — діти.
У червні 2022 року РФ почала формувати російську молодіжну мілітарну організацію «Юнармія» у майже повністю зруйнованому ЗС РФ Маріуполі: тоді до «організації» вступили перші 9 підлітків. Восени 2022 року осередки «юнармії» створили в Генічеську (Херсонська область, відповідає росіянин Іванов Серафим, завезений зі Санкт-Петербурга, РФ) та в Мелітополі (Запорізька область, відповідає Андрій Чуйков). У лютому 2023 року окупанти відзвітували про «присягу» перших дітей на тимчасово окупованих територіях в дитячому мілітарному русі.
У серпні 2022 стало відомо, що у Краснодарському краї Росії віддали на «усиновлення» понад 1000 українських дітей, яких незаконно вивезли із захопленого окупантами Маріуполя (Україна). Ще понад 300 українських дітей знаходилися у черзі на «усиновлення» та перебували у спеціалізованих установах Краснодарського краю (РФ). Повідомлялося, що діти, яких російські окупанти вивезли з розбомбленого українського Маріуполя, проживатимуть у Тюмені, Іркутську, Кемерово та Алтайському краї (РФ).
7 вересня 2022 року офіційний представник Організації Об’єднаних Націй повідомив, що є достовірні звинувачення в тому, що російські сили відправляли українських дітей до Росії для усиновлення в межах програми примусової депортації, а посол США поінформував Раду Безпеки ООН, що понад 1800 українських дітей було передано до Росії лише в липні.
У вересні 2022 року, готуючись до нового навчального року, в тимчасово окупованому російськими військами Маріуполі на подвір'ї школи № 48 росіяни палили українські підручники.
«Сто дат Російської ідентичності» — лекції для українських школярів, відповідальні: «Федеральне агентство у справах національностей», Айказ Мікаєлян.
У жовтні 2022 року на пресконференції уповноважена при президенті Росії з прав дитини Львова-Бєлова Марія заявила, що до РФ вивезли до 2 тисяч дітей-сиріт із соціальних закладів, 350 дітей з Донбасу вже прилаштовані у прийомні родини у 16 регіонах РФ. Ще тисячу дітей планують «всиновити» найближчим часом. Також російська уповноважена при президентові РФ зазначила, що 30 дітей з Маріуполя, яких депортували у Підмосков'я під час повномасштабного вторгнення, нібито змінили свої антиросійські погляди. Уповноважена при президенті РФ з прав дитини Львова-Бєлова Марія похвалилася, що «всиновила» викраденого з Маріуполя українського хлопчика.
Вже за кілька місяців після початку масового усиновлення під впливом пропаганди, росіяни починають так само масово повертати дітей у притулки. Одна із найпоширеніших причин — стан здоров'я, бо діти, викрадені і вивезені під час війни, зокрема з інтернатів, часто потребують особливої уваги. У жовтні 2022 року починається диспансеризація викрадених дітей перед відправленням у РФ. Росією виділяється на це чимало грошей. Вже нові групи дітей складаються тільки з тих, що під час диспансеризації виявились здоровими. Всіх інших дітей росіяни залишають на окупованих, зокрема небезпечних територіях.
Відповідно до даних демографів РФ, у 2021 році молодь етнічних груп становила на 50% більше, ніж молодь «титульної нації». Раніше всиновлення росіянами дітей інших національностей за російським законодавством було неможливим, тоді у травні 2022 року внесли до законів окрему категорію громадян, які можуть отримувати громадянство РФ за спрощеною процедурою. Росіяни змінюють імена та прізвища депортованих дітей, що ускладнює їхній пошук. Лідер політичної партії «Справєдлівая Росія», 70-річний Сергій Миронов узяв за доньку викрадену з Херсонського обласного будинку дитини 10-місячну дівчинку й змінив її особисті дані.
У грудні 2022 року аналітичний звіт «Примусова депортація дітей в РФ» зробили Східна правозахисна група та Інститут стратегічних досліджень та безпеки (ГО ІСІБ), де дійшли висновку що депортації на Донбасі готувалися РФ під виглядом «евакуації» завчасно.
У деокупованому Херсоні в одній із виявлених катівень знайшли окрему кімнату, де утримували неповнолітніх осіб.
У міжнародній групі юристів «Mobile Justice Team (англ.)» заявили, що катування жителів Херсону та області було частиною російського плану з винищення української ідентичності.
У тимчасово окупованому Новопскові, Луганська область, загарбники погрожують позбавленням батьківських прав, якщо дитина не відвідує навчальний заклад із російською програмою.
6 лютого 2023 року у тимчасово захопленому Маріуполі окупанти масово перевіряли телефони школярів на підписки на проукраїнські групи. У коментарях містян зазначається, що деяким дітям стало погано прямо під час перевірки.
Двох дітей з Луганської області, що через російську збройну агресію перебували з групою в Австрії в Тіролі, Йозеф Зігеле (нім. Josef Siegele) — заступник омбудсмена землі Тіроль (Австрія) та генеральний секретар ГО «Європейський інститут омбудсмана» («ЄІО») — вивіз на територію РФ. Президент ГО «ЄІО» Драган Мілков (представник Сербії) «проігнорував запити» до організації.
«Окупанти створили «комісії у справах неповнолітніх», які за допомогою фейкових судів, виписують батькам штрафи за навчання дітей в українських школах. Комісії влаштовують рейди, особливо за місцями проживання дітей, які пропускають багато занять в «російських школах». Під час перевірок окупанти приділяють увагу ноутбукам, планшетам, за якими може здійснюватись навчання дітей».
У тимчасово окупованому місті Маріуполі (Донецька область, Україна) окупанти арештували підлітків, що співали гімн України. У тимчасово окупованому місті Токмак (Запорізька область, Україна) російська окупаційна адміністрація у школах запровадила учням спів російського гімну перед початком уроків, «Також, школярів змушують оформлювати листівки до річниці широкомасштабного вторгнення зі словами підтримки та вдячності російським загарбникам, що вдерлись на нашу землю». Обов'язиковим співом російського гімну в українських школах колаборанти присягають РФ і в інших містах тимчасово окупованих територій України: місті Мелітополь (Запорізька область, Україна), селі Стрілкове (Генічеського району Херсонської області, Україна). 
На тимчасово окупованій території Херсонщини окупанти ввели обов'язкові «кадетські класи» з обов'язковим носінням уніформи та додаткові заняття з «патріотичного» виховання, що починаються ще з початкової школи і є обов'язковими у багатьох навчальних закладах.
У Білорусі спецслужби затримали та повернули в РФ юнака з тимчасово окупованого Маріуполя, який самостійно намагався повернутись в Україну, повідомила підозрювальна МКС у викраденні дітей із України чиновниця РФ Львова-Бєлова М.
У рішенні ПАРЄ від 27 квітня 2023 року підтверджені факти переміщення українських дітей на територію Білорусі — мінімум дві тисячі.
Білоруською опозицією встановлено чотири місця перебування українських дітей в Білорусі — три в Мінській області (зокрема табір «Дубрава») та одне — в Гомельській області. Переміщення дітей відбувається за допомогою фонду «Дельфін» з тимчасово окупованої Донеччини і білоруського фонду Олексія Талая. 
О. Лукашенко підтвердив, що на території Білорусі перебувають примусово вивезені українські діти. 28 грудня 2023 року особисто відвідав організовану білоруським урядом зустріч з незаконно депортованими українськими дітьми.
До російських злочинців приєдналась Ані Лорак (Кароліна Куєк) закликом до фінансування у фонд «Счастливое детство (рос.)» — одного з фінансистів так званого «російського світу» Малофєєва К. В.
Відомо про щонайменше п'ять сценаріїв росіян з викрадення українських дітей:
- спершу вбивають батьків і потім забирають дітей;
- розлучають дітей з батьками під час фільтраційних заходів;
- вивозять із закладів інституційного догляду;[59]
- вилучають із біологічних родин шляхом позбавлення батьків під вигаданими приводами батьківських прав;
- змушують батьків підписати «папірець» щодо дозволу вивезти в «оздоровчі» табори, звідки дітей уже не повертають додому.[85]

На 14 грудня 2022 року за неповними поіменними даними у РФ перебуває понад 12 тисяч українських дітей, з них близько 8600 — примусово депортовані, за інформацією українського омбудсмена Дмитра Лубінця. Точну чисельність примусово вивезених з України дітей встановити неможливо через війну, що триває.
РФ незаконно утримує на тимчасово окупованих територіях і незаконно вивезла на російську територію 4396 дітей-сиріт з України. Уряд України звернувся до РФ з письмовим поіменним переліком дітей-сиріт, яких вимагає повернути.
Станом на ранок 17 липня 2023 року Україна ідентифікувала 19592 дітей депортованих (примусово переселених) РФ — відомо з якого українського міста ці діти і де приблизно вони перебувають на території Російської Федерації. У той же час в Офісі омбудсмена свідомі того, що кількість депортованих дітей є набагато більшою та припускають, що ця кількість сягає приблизно 150 тисяч дітей. «Росія каже про цифру 733 тисячі українських дітей, яких вони тримають на своїй території. Втім, на наш погляд, ця цифра перебільшена», — уповноважений Верховної Ради України з прав людини Дмитро Лубінець.
З 2014 року РФ депортувала понад 1,5 мільйона українських дітей, за оцінкою правозахисників. Голова міжнародного комітету ради федерації у держдумі РФ Карасін Григорій написав, що з 2014 року до Росії депортували 700 тисяч українських дітей.

### Розслідування

#### Громадських організацій
Офіційний звіт проєкту Обсерваторії конфліктів (англ. Conflict Observatory) підготувала Лабораторія гуманітарних досліджень Єльської школи громадського здоров'я:
Росія утримує щонайменше 6 000 українських дітей у спеціальних таборах для «політичного перевиховання», імовірно, що реальна кількість набагато більша. Дослідники Єльського університету виявили щонайменше 43 табори та інші об'єкти, де утримували українських дітей. Деякі з установ замаскували під «оздоровчі». Так, усі табори знаходяться на території тимчасово окупованого Криму та РФ. Зокрема, 7 із них знаходяться в Криму, 2 — в Сибіру (РФ), один на Далекому Сході РФ.

#### Журналістські
Розслідування Ассошіейтед Прес у 2022 році підтвердило, що російські війська примусово переселяли українських дітей без їхньої згоди, брехали їм, що їхні батьки відмовляються від них, використовували їх для пропаганди, створювали літні табори для українських сиріт і «патріотичного виховання», а також русифікували їх, даючи їм російську мову, громадянство та всиновлення.
Розслідування Дейлі телеграф у 2023 році про перебування українських дітей у Білорусі.
Генсек Червоного Хреста Білорусі Д. Шевцов визнав, що допомагав вивозити дітей з України «на оздоровлення» і частина дітей не повертається.
Журналісти Радіо Свобода підготували фільм-розслідування про те, як весною 2022 року армія РФ разом із представниками угруповання «ДНР» депортували до Росії 31 українську дитину.
Агентство Рейтер опублікувало розслідування про те, як російські посадовці та колаборанти викрадали українських дітей з тимчасово окупованих територій України.

## Реакції

### Україна
13 червня 2014 року уряд України подав міждержавну позовну заяву «Україна проти Росії (ІІ)» до ЄСПЛ, що стосується стверджуваного викрадення трьох груп дітей на сході України у червні—серпні 2014 року та їхнє тимчасове вивезення у Росію. Заява об'єднана з іншими заявами у справу «Україна та Нідерланди проти Росії».
Український уряд назвав указ президента РФ про спрощення надання громадянства РФ способом «легалізації викрадення дітей з території України». Уряд підкреслює, що це «грубо порушує» Женевську конвенцію 1949 року про захист цивільного населення під час війни та Конвенцію ООН про права дитини 1989 року. У МЗС України також вважають, що дії можуть кваліфікуватися як примусове переміщення дітей з однієї  цільової групи людей в іншу.
У заяві уряд України наголошує:
Скоєні російськими високопосадовцями та військовослужбовцями найтяжчі міжнародні злочини проти дітей на території України будуть розслідувані, а винні особи будуть притягнуті до кримінальної відповідальності. Росії не вдасться уникнути найсуворішої відповідальності.— Міністерство закордонних справ України

### РФ
РФ розірвала всі зв'язки з Міжнародним кримінальним судом (МКС). МВС РФ оголосило в розшук без інформації, за якою саме статтею розшукують, голову МКС, трьох суддів МКС, прокурора МКС.
20 червня 2023 року держдума РФ проголосувала за створення парламентської комісії для розслідування «злочинів, скоєних українською владою проти неповнолітніх на Донбасі з 2014 року» — дзеркальний крок у відповідь на засудження світовою спільнотою депортації Росією дітей із тимчасово окупованих територій України.

### ООН
Директор програм з надзвичайних ситуацій ЮНІСЕФ (дитячий фонд ООН) Мануель Фонтейн сказав CBS News, що ЮНІСЕФ «розглядає, як ми можемо це відстежити або допомогти», хоча наразі він не має можливості провести розслідування.
Спецпредставниця Генсека ООН, відповідальна за захист дітей у зонах конфліктів — Вірджинія Гамба.
Мішель Бачелет, Верховний комісар ООН з прав людини, оголосила 15 червня 2022 року, що  УВКПЛ почало розслідування звинувачень у примусовій депортації дітей з України до Російської Федерації. В Україні діє Моніторингова місія ООН з прав людини в Україні.
15 березня 2023 року Слідча комісія Організації Об'єднаних Націй визнала, що Росія скоїла в Україні широкий спектр воєнних злочинів, включаючи навмисні вбивства, систематичні тортури та депортацію дітей. Управління Верховного комісара ООН з прав людини (УВКПЛ) опублікувало доповідь, у якій засвідчило ці примусові переміщення дітей незаконними та воєнними злочинами. У звіті загалом визначено три категорії депортованих дітей:
ті, хто втратив зв'язок із батьками через російське вторгнення,
ті, кого розлучили, коли їхніх батьків відправили до російського фільтраційного табору, і
ті, хто перебував у закладах.
У звіті зроблено висновок:
Міжнародне гуманітарне право забороняє евакуацію дітей стороною у збройному конфлікті, за винятком тимчасової евакуації, якщо цього вимагають вагомі причини, пов'язані зі здоров'ям або медичним обслуговуванням дітей або, за винятком окупованої території, їхньою безпекою. Потрібна письмова згода батьків або законних представників. У жодній із ситуацій, які розглядала Комісія, передача дітей, здається, не відповідала вимогам, встановленим міжнародним гуманітарним правом. Перевезення не було виправдано міркуваннями безпеки або медичними міркуваннями. Здається, немає жодних ознак того, що було неможливо дозволити дітям переселитися на територію під контролем українського уряду... Комісія дійшла висновку, що розглянуті нею ситуації щодо передачі та депортації дітей в межах України та до Російської Федерації відповідно, порушують міжнародне гуманітарне право та становлять воєнний злочин.— Слідча комісія ООН
На презентації доповіді голова Міжнародної слідчої комісії ООН Ерік Мьосе зазначив, що команда слідкує за доказами і що є «деякі аспекти, які можуть викликати запитання» щодо можливого геноциду, та він та його підлеглі ще вивчають питання геноциду в діях Росії в Україні. Змістовна комунікація комісії з РФ відсутня. Доступ комісії до тимчасово окупованих територій відсутній.

#### Рада Безпеки ООН
5 квітня 2023 року РФ перетворила неформальне засідання Радбезу ООН на те, що західні дипломати назвали перевернутим показом дезінформації, звинувативши Захід у викраденні українських дітей — це саме звинувачення, яке Міжнародний кримінальний суд висунув російському уряду. У промові російський посол Небензя Василій поширив альтернативний наратив щодо українських дітей — нібито їх насильно відлучають від батьків і відправляють до європейських країн, та продемонстрував відео, на яких у РФ російська ймовірна воєнна злочинниця Львова-Бєлова М. відвідує усміхнених українських дітей у лікарнях і домах РФ. На неформальному засіданні ООН Львова-Бєлова заявила, що Росія готова співпрацювати у справі возз'єднання дітей із сім'ями та не визнає юрисдикцію Міжнародного суду. Відтак, коаліція з понад 50 країн виступила із заявою, де зазначила як Росія зловживає своєю владою та привілеєм постійного члена Ради Безпеки для поширення облуди.
28 квітня 2023 року на неформальному засіданні Ради безпеки ООН, на якому обговорювалося викрадення РФ дітей з окупованих територій України, виступили: уповноважений ВР України з прав людини (омбудсмен) Дмитро Лубінець, радниця-уповноважена президента України з прав дитини та дитячої реабілітації Дар'я Герасимчук, мати викраденої росіянами дитини Ніна Власова.
Російський уряд продовжив приховувати інформацію на 4 травня 2023 року, після проголошеної обіцянки в РБ ООН 5 квітня 2023 року російською чиновницею Львовою-Бєловою М. про готовність співпрацювати.

### Рада Європи
10 березня 2022 року Лансаротський комітет Конвенції Ради Європи прийняв заяву щодо захисту дітей від сексуальної експлуатації та сексуального насильства внаслідок військової агресії Російської Федерації проти України. 
27 квітня 2023 року Парламентська асамблея Ради Європи (ПАРЄ) прийняла резолюцію щодо примусової депортації українських дітей та дорослих на території Росії, визнавши такі дії геноцидом. Того ж дня президент РФ Путін В. підписав указ про можливість депортації українців за відмову брати паспорти РФ.
У вересні 2023 року Європарламент визнав О. Лукашенка співучасником російських злочинів в Україні.
У січні 2024 року ПАРЄ у резолюції закликала «держави-члени, а також держави-спостерігачі та держави, парламенти яких мають статус спостерігача або партнера по демократії при Асамблеї, а також все міжнародне співтовариство, ухвалити на рівні національних парламентів заяви або резолюції, що засуджують воєнні злочини проти дітей, та визнати депортації, насильницькі переміщення та невиправдані затримки з репатріацією українських дітей, що відбулися під час війни, злочинами».

### ОБСЄ
Україна порушила це питання на засіданні ОБСЄ  (Організація з безпеки і співробітництва в Європі) на початку червня 2022 року, де глава місії України Євгеній Цимбалюк процитував повідомлення української дитини, примусово усиновленої, незважаючи на наявність близьких родичів.
4 травня 2023 ОБСЄ оприлюднило звіт: «практика примусового переміщення та/або депортації українських дітей на тимчасово окуповані території та на територію Російської Федерації може бути розцінена як злочин проти людяності». «Звіт про депортацію українських дітей з боку Росії чіткий: Росія порушує міжнародне гуманітарне право і права людини — у деяких випадках серйозно. Росія мусить повернути українських дітей в Україну. Негайно», — посол Фінляндії в ОБСЄ Веса Хаккінен, який виступив від імені 45 країн-учасниць ОБСЄ.

### Європейський Союз
Єврокомісія ЄС та Польща започатковують нову ініціативу за лідерства президентки Єврокомісії фон дер Ляєн та прем'єр-міністра Польщі Моравецького щодо (повернення) українських дітей:

ЄС запровадив санкції щодо 16 осіб, відповідальних за депортацію українських дітей із окупованих територій. Наступним кроком має бути конференція, організована Єврокомісією та Польщею.

### Громадянське суспільство
Дослідник геноциду Тімоті Д. Снайдер заявив, що «масове викрадення дітей і спроба асимілювати їх в чужій культурі є геноцидом відповідно до статті 2 розділу E Конвенції про геноцид 1948 року.
21 грудня 2022 року французька асоціація «За Україну, за їхню і нашу свободу!» надіслала звернення до Каріма Хана, головного прокурора Міжнародного кримінального суду, щоб сприяти розслідуванню, відкритому 2 березня 2022 року. Це повідомлення «стосується інцидентів примусового переміщення та широкомасштабної депортації українських дітей до Росії в явному намаганні російської влади стерти, принаймні частково, українців як національну групу з окремою ідентичністю. Представлені докази походять із відкритих джерел і були зібрані спільно з українськими НУО. Ці факти, ймовірно, становлять кілька злочинів, перелічених у статті 5 Римського статуту, і, зокрема, злочин геноциду та злочини проти людства».
Amnesty International: РФ на тимчасово окупованих територіях позбавляє українських дітей можливості навчатися за українською програмою та погрожує депортацією та дитбудинками.

### Міжнародний кримінальний суд
17 березня 2023 року Міжнародний кримінальний суд видав ордери на арешт президента РФ Путіна В. та чиновниці Львової-Бєлової М. у зв'язку з їх участю у викраденні дітей та відданням наказів по вчиненню даного злочину.
Палата попереднього провадження ІІ визнала, що є достатні підстави вважати, що кожен підозрюваний несе відповідальність за військовий злочин у вигляді незаконної депортації населення та незаконного переміщення населення з окупованих територій України  до Російської Федерації, на шкоду українським дітям. — Міжнародний кримінальний суд

## Ордери на арешт
17 березня 2023 року Міжнародний кримінальний суд (МКС) видав ордери на арешт Путіна та Львової-Бєлової за притягненням до кримінальної відповідальності за незаконну депортацію та переміщення населення (дітей) з окупованих територій України до Росії. МКС визначив, що ці діяння підпадають під дію статей 8(2)(a)(vii) і статті 8(2)(b)(viii) Римського статуту та заплановані Росією як постійні. Звинувачення передбачають потенційне довічне ув'язнення. Це перший випадок, коли суд видав ордер на арешт лідера постійного члена Ради Безпеки ООН. Прокурор МКС Карім Хан сказав: «Ми повинні переконатися, що відповідальні за передбачувані злочини будуть притягнуті до відповідальності і що діти повернуться до їхніх сімей і громад. Ми не можемо дозволити, щоб з дітьми поводилися так, ніби вони були здобиччю війни.»

### Англійською
- (англ.) Russia Looks to Press Big Firms for More Cash as War Costs Mount [Росія прагне тиснути на великі компанії, щоб отримати більше грошей, оскільки витрати на війну зростають]. Bloomberg (англ.).

- (англ.) Landay, Jonathan; Lewis, Simon (15 лютого 2023). U.S.-backed report says Russia has held at least 6,000 Ukrainian children for 're-education' [У підтриманому США звіті йдеться про те, що Росія утримувала щонайменше 6 тисяч українських дітей для «перевиховання»]. Reuters (англ.).

- (англ.) Conflict Observatory (14 лютого 2023). Russia’s Systematic Program for the Re-education and Adoption of Ukraine's Children [Російська систематична програма перевиховання та усиновлення дітей України] (англ.).

- (англ.) (фр.) Situation in Ukraine: ICC judges issue arrest warrants against Vladimir Vladimirovich Putin and Maria Alekseyevna Lvova-Belova [Ситуація в Україні: судді МКС видали ордери на арешт Владіміра Владіміровіча Путіна та Марії Алексіївни Львової-Бєлової] (Пресреліз)  (англ.). Міжнародний кримінальний суд, офіційний сайт. 17 березня 2023.

- (англ.) Farnaz Fassihi (5 квітня 2023). ‘Outrageous, outrageous’: U.N. diplomats condemn Russia’s orchestrations at the Security Council [«Обурливо, обурливо»: дипломати ООН засудили дії Росії в Раді Безпеки]. The New York Times [Нью-Йорк таймс] (англ.).

- (англ.) Deportation and adoption of Ukrainian children is openly promoted in Russia [У Росії почали відкрито пропагувати депортацію та всиновлення українських дітей]. Еспресо (англ.). 17 листопада 2022.

- (англ.) (швед.) Joint Statement at the 1421st Meeting of the OSCE Permanent Council [Спільна заява на 1421-му засіданні Постійної ради ОБСЄ]. Організація з безпеки та співробітництва в Європі (ОБСЄ), Постійне представництво Фінляндії в ОБСЄ, Посольство Фінляндії у Відні (англ.). 4 травня 2023.

- (англ.) Report on violations and abuses of international humanitarian and human rights law, war crimes and crimes against humanity, related to the forcible transfer and/or deportation of Ukrainian children to the Russian Federation [Доповідь про порушення і зловживання міжнародного гуманітарного права та прав людини, військових злочинів та злочинів проти людяності, пов‘язаних з примусовим переміщенням та/або депортацією українських дітей до Російської федерації] (PDF). OSCE [ОБСЄ] (англ.). 4 травня 2023.

- (англ.) Sophia Yan; Verity Bowman, Nataliya Vasilyeva (17 липня 2023). Exclusive: Belarus abducts thousands of Ukrainian children [Ексклюзив: Білорусь викрадає тисячі українських дітей]. The Telegraph (англ.).

- (англ.) Kuleba calls on ICC to issue arrest warrant against Belarus Red Cross chief. Ukrinform (англ.). 19 липня 2023.

- (англ.) genocide ukrainians. Еспресо (англ.).

- (англ.) Russia claims to take more than 700,000 Ukrainian children. Ukrinform (англ.). 31 липня 2023.

- (англ.) Hilary Andersson (23 листопада 2023). Missing Ukrainian child traced to Putin ally. BBC (англ.).

- (англ.) (ісп.) (фр.) Amnesty International (11 грудня 2023). Ukraine/Russia: Children’s futures under attack as Russian aggression in Ukraine continues to restrict schooling (англ.).